# Scotophaeus merkaricola
Scotophaeus merkaricola är en spindelart som beskrevs av Embrik Strand 1907. Scotophaeus merkaricola ingår i släktet Scotophaeus och familjen plattbuksspindlar. Inga underarter finns listade i Catalogue of Life.